# Saarijärvi (sjö i Finland, Kajanaland, lat 64,63, long 28,98)
Saarijärvi är en sjö i Finland. Den ligger i kommunen Hyrynsalmi i landskapet Kajanaland, i den centrala delen av landet, 500 km norr om huvudstaden Helsingfors. Saarijärvi ligger 196,9 meter över havet. Den är 6,37 meter djup. Arean är 1,31 kvadratkilometer och strandlinjen är 6,93 kilometer lång. Sjön  ingår i Uleälvens huvudavrinningsområde.   Den sträcker sig 1,1 kilometer i nord-sydlig riktning, och 2,1 kilometer i öst-västlig riktning.
I övrigt finns följande i Saarijärvi:
- Lipassaari (en ö)
- Isosaari (en ö)